# 青山健煕
青山 健熙（あおやま けんき、1939年 - ）は、北朝鮮の元工作員。1998年に脱北した。「青山健熙」は仮名であり、本名は非公開。

## 人物
大阪府生野区生まれの在日朝鮮人。1960年（昭和35年）の秋、帰国事業のため単身で北朝鮮に渡った。すでに帰国船（ソ連船クリリオン号）のなか、また、清津港の様子から「地上の楽園」という朝鮮総連・日本共産党の宣伝が嘘であり、「この世の地獄」であることに気づいたという。行き先は北朝鮮当局によって一方的に決められ、1960年9月から1年間、咸興機械工場で働いた。朝鮮総連に騙されてきてしまったことに対する悔しさと居住・移動・職業選択の自由のない不条理感から、抗議や暴力沙汰があちこちで起きたが、それに加わった人びとは当局に引っ張られていった。彼の出身成分は低かったが、工場の党委員会から大学入試の推薦を受けた。学問への情熱はやみがたく、本来は文系学部に進みたかったが、帰国者には許されたのはようやく工業系の受験であった。1961年9月、金策工業大学への入学が許され、咸鏡南道咸興市から平壌直轄市に移った。大学生活は、軍隊生活と変わることがなく、決まった時間になると2時間交代で何度も歩哨に立たなければならなかった。生活は厳しく、彼にとっては唯一の財産ともいえる日本から持ってきた本を売らなくてはならなかった。住宅環境は不衛生で、南京虫（トコジラミ）の大群に悩まされた。春と秋には農村へ赴き、春1か月、秋15日の農作業に動員された。労働から戻ると体重は4キログラム減っていた。学生時代、一緒に日本からやってきた兄貴分の男性から食事をおごられることもあったが、彼が目に涙を貯めていうのは「ここはこの世の地獄だ」ということであった。
1971年、朝鮮労働党に入党が許された。1973年、工学准博士の学位を取得。1977年5月、日本からの帰国者で従兄にあたる人物が政治犯として管理所に投獄されたことに連座し、咸鏡北道会寧市に追放される。1988年秋、平壌に召還され、1995年秋、党中央委員会工作部に配属を命じられ、工作員となることを強いられた。1998年5月、突如解任され、粛清の危険を感じたため、6月、家族を連れて中国に脱出した。1999年3月、北京駐在日本大使館のはからいで単身、日本に戻ってきた。
家族を中国に置いた状態で、監視され、日本へ帰化することもできない逃亡生活のなか、2002年の9月に『北朝鮮という悪魔』、12月に『北朝鮮 悪魔の正体』（ともに光文社）を出版した。前者では、密告社会である北朝鮮での恐怖、劣悪な待遇に甘んじて職務に取り組んだ極貧生活、ミサイル開発研究への参加、先端技術輸入の対日工作を続けてきた自身の経験が描かれる。さらに、日本人拉致被害者たちが生活する「日本人村」、朝鮮総連との関係では在日朝鮮人の帰還事業の暗黒面や送金の実態、賄賂・強制収容所など多岐にわたる北朝鮮情報が記されている。後者では、拉致被害者の捜索を日本赤十字社より要請された朝鮮赤十字会こそ実は北朝鮮工作機関の一部署であること、北朝鮮の飢饉が自然災害ではなく実は人災であることが暴露され、拉致事件に関して北朝鮮から提出された報告書が虚偽だらけであることも指摘されている。
2003年、脱北者救援のため活動を続けるために、戦後の帰国事業で北朝鮮に渡り、その後に中国などに渡って日本に帰還した脱北者でつくる「日本脱北者同志会」を設立した。
2003年、読売新聞が、法務省東京入国管理局が北朝鮮による迫害を根拠に青山の難民認定申請を認める予定だという報道を行ったが、法務省は青山が中国など三重国籍であることなどを理由に入管の判断を覆し認定を行わなかった。2006年、青山は国に難民認定と損害賠償などを求める訴訟を東京地裁に起こした。